# Lento violento
El lento violento es un género creado por el DJ italiano Gigi D'Agostino, aunque otros, como Luca Noise, DJ Pandolfi y Daniele Mondello, han dedicado alguna de sus canciones a este género. Según su principal artífice, "el lento violento no es un género musical, más bien sería un movimiento", pero que debe llamarlo "género" para que se pueda clasificar en algún estilo.
En 1999 apareció la primera pieza de lento violento de manos de Gigi D'Agostino, Voyage, con una duración de alrededor de 15 minutos. Aunque no era la primera vez que lanzaba una canción lenta, estas tenían sonidos más suaves: en 1995 salió a la luz A journey into space, álbum que contiene temas como Panic mouse (versión Stress mix) y Meravillia, que tienen una velocidad que ronda los 99 BPM.
El lento violento oscila entre 90 y 105 BPM, aunque también puede haber canciones que lleguen a los 115 BPM.

## Origen y evolución

### Origen
Este género musical puede explicarse con base en su nombre: es una canción lenta, pero dura, violenta. Cuando se dice "violenta", se hace referencia a que se hace uso de beats duros, del mismo estilo que el beat usado en el hardcore y en el hip hop.
Hay varias canciones que basta con escucharlas para poder entender perfectamente este género. En un inicio, muchos consideraban esta música como algo sumamente lento, y tanto público como críticos no sabían cómo reaccionar ante este tipo de canciones, hasta que empezaron a entender el por qué de lo "violento" y cómo eso compensa de sobremanera lo "lento".

### Evolución
El lento violento empezó basándose en el estilo del Italo-Dance, con bajos BPM, al que poco a poco se le fueron añadiendo sonidos más duros. Puede considerarse que este género ha pasado por tres fases:

#### Primera etapa
Italo-Dance a bajos BPM (alrededor de 120-115 BPM). No se considera lento violento propiamente dicho, pero entra en lo que Gigi D'Agostino considera "el límite de velocidad", como lo ha expresado en sus transmisiones radiofónicas. 
Durante esta etapa D'Agostino jamás probó irse por la corriente pesada, probando este tipo de ritmo con el tema "Tekno Jam" de su disco de "L'Amour Toujours". Después, publicó esta misma canción bajo el nombre "Tempesta Nella Giungla", ya como Lento Violento Man, haciéndola más lenta y con beats claramente más violentos, siempre teniendo la idea de qué hacer pero sin experimentarlo antes. Otros ejemplos de esta época son "Voyage", "Uomo Suono" y "La Tana Del Suono".

#### Segunda etapa
Se continúan siguiendo las bases/pautas del Italo-Dance, pero con beats y bajos propios de la música electrónica electro, Hardstyle y hip hop.

#### Tercera etapa
Canciones lentas con sonidos de estilo hip hop y hardstyle puramente, jugando con las melodías de canciones conocidas. La distorsión de sonidos es importante en esta etapa; un ejemplo de esto es el tema "Distorsione DAG" (más claramente en su versión "Lussazione Mix"). La violencia auditiva en esta etapa es mostrada claramente por el poder de los bajos en estas canciones. El mejor de los ejemplos, y el más famoso en discotecas, es la canción de "Musicore", del propio Gigi D'Agostino. 

## Tipos de Lento Violento
- "La Tana del Suono" (sumamente experimental, con sonidos italo-dance, pero a su vez muy envolentes)
- Lento violento de Noisemaker Hard (derivado del sello discográfico de Noisemaker); cabe destacar, que por parte del artista, todavía no ha especificado ningún tema de este sello.
- Lento violento de Luca Noise, que se deriva claramente de sus coproducciones en estudio con Gigi D'Agostino.
- Lento violento de Daniele Mondello (en el particular estilo hardstyle de este DJ italiano)

### Melódico
Se acompaña de melodías sinfónicas y apasionadas.
- Dottor Dag — "La Ninna Nanna"
- Gigi D'Agostino — "Narcotic", "Pioggia e Sole", "Inventi"
- Luca Noise — "True Love", "Far away"
- Dj Maxwell — "Wellness", "Miracle"

### Duro
Canciones más agresivas, haciendo uso en la mayoría de sonidos hardcore.
- Dottor Dag — "Musicore", "Intendo Dire", "Esercizio del Braccio", "Consorzio Agrario", "Distorsione DAG (Lussazione Mix)"
- Luca Noise — "Tanti Amici", "Tribbu", "Aggresive", "Abbrasione"
- DJ Pandolfi — Hablando
- Dj Maxwell — "Hard Beat", "Enemy", "Passo Dopio"
- Luca Bazz — "Terapy", "Hallowen"

### Ligero
No es tan agresivo, mantiene BPM bajos.
- Lento Violento Man (Gigi D'Agostino) — "Mondo DAG 6", "Mondo DAG 7", "Mondo DAG 5", "Mondo DAG 9", "Mondo DAG 3"

## Artistas

### Más importantes
- Gigi D'Agostino (bajo el nombre de Lento Violento Man o, actualmente, Lento Violento)
- Luca Noise
- Dj Maxwell

### Otros
Estos artistas pertenecen, han pertenecido o tienen algún vínculo directo con el sello discográfico Noise Maker:
- Circo Uonz
- DJ Pandolfi
- DOS
- Federico Romanzi
- Magna Romagna
- Moto Remoto
- Mr Dendo
- Spaghetti Trip
- Zeta Reticuli

### Independientes
- Dr. Bass
- Dj Cry
- Dj Matrix
- Dj Store
- Dj Vicerian
- Luca Bazz
- Samuel & Kimko

### En Iberoamérica
En España y América Latina también se pueden encontrar DJs y productores que realizan pistas y remezclas en estilo lento violento.

#### Bolivia
- DazZ Slow
- Dj Alfredo
- Dj Frank RMXS
- DJ Neko
- Dj Saurus
- EnzZo
- FuliorD
- Jordy Beat
- Marco Slow
- Mr.Edd
- Victor Ss

#### Ecuador
- Dj Claster
- Evereday
- Stalin Dj
- Streicer
- Xpander